# 八路軍

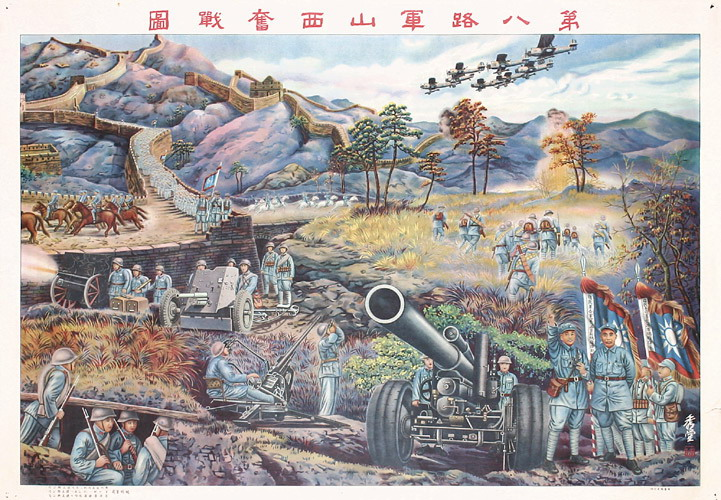
八路軍を描いた絵画

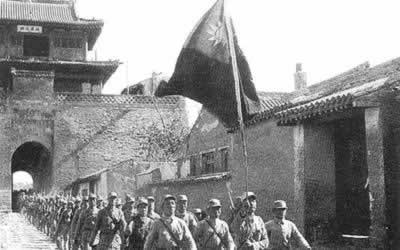
中華民国旗を持つ八路軍

八路軍（はちろぐん、パーロぐん、パールーグン、簡体字：八路军、拼音: bālù-jūn）とは、日中戦争時に華北で活動していた中国共産党軍の通称である。1937年8月22日に毛沢東と朱徳が率いる中国工農紅軍が、中国国民政府の国民革命軍に編入されて第八路軍と呼称されたことに由来している。国民革命軍が戦時用の編制に移行していく中で、9月12日に第十八集団軍に改称されたが、共産党内では「八路軍」が党員用の公式名称として使われ続けた。9月23日に第二次国共合作が成立している。華南で活動していた新四軍と共に現在の中国人民解放軍の前身になった。

## 歴史

中華ソビエト共和国の軍旗

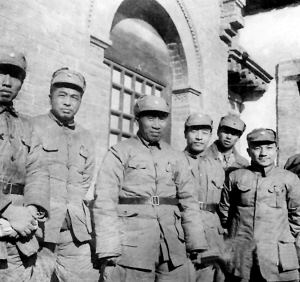
八路軍総司令部

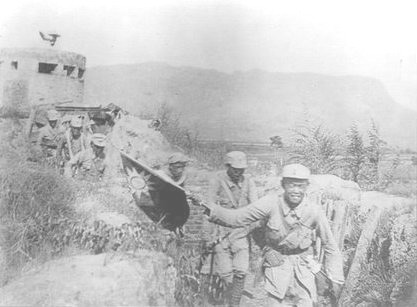
八路軍兵士

1927年、湖南省で蜂起した秋収起義に失敗して落ち延びた毛沢東率いる共産部隊と、同時期に江西省で蜂起した南昌起義から敗走した朱徳率いる共産部隊が、湖南・江西省間の井崗山で合流して、1928年5月に組織された中国工農革命軍・第四軍が、後の八路軍の原点である。当時の中国大陸では各方面に散った共産党員が大小様々な形で武装蜂起を繰り返しており、第四軍もそれらの一つであった。同月末に中国工農革命軍は、中国工農紅軍（紅軍）に改称している。朱毛紅軍とも呼ばれた第四軍は、毛沢東と朱徳の二人三脚の運営で数年の間に最大規模の共産党部隊に成長し、1931年11月に江西省瑞金を占領して中華ソビエト共和国を打ち立てた。
1932年、共産党を最危険視していた中国国民党の蔣介石は江西省に大軍を動員して瑞金まで迫った。1934年7月に毛沢東は瑞金を放棄し、長征を開始した。1936年10月までに紅軍の各部隊は、陝西省に順次到着して延安に根拠地を築いた。これを追う蔣介石は新たな大軍を向かわせて延安を包囲し、共産党軍は再び壊滅の危機に瀕した。しかし、1936年12月にコミンテルンが首謀した西安事件が発生し、張学良らに監禁された蔣介石は、共産党との即時停戦と抗日統一戦線の結成を承諾した。同時に第二次国共合作への道筋も付けられた。危機を脱した毛沢東は中国各地への浸透工作に着手して共産党に協力的な地域を村落から都市にまで広げていった。毛沢東が定めた三大紀律八項注意の軍紀は人心掌握の助けになっている。毛沢東思想の人民戦争理論と人海戦術に基づいた共産党勢力は草の根的に増殖して遊撃兵力の幅広い展開を可能にした。
1937年7月、盧溝橋事件から日中戦争が始まると8月22日に中国工農紅軍は、国民党政府の国民革命軍に編入されて第八路軍と呼称された。国民革命軍が戦時用の編制に移行していく中で、9月12日に第十八集団軍に改称されたが、共産党内では八路軍が党員用の公式名称として使われ続けた。9月23日に第二次国共合作が成立すると華南に潜伏していた紅軍部隊も江蘇省に集められて新編第四軍（新四軍）として国民革命軍に編入された。国民党軍が交戦地の前線で日本軍と対峙する中で、八路軍は主に日本軍の後方拠点への攻撃を行ない、鉄道や鉱山施設などの破壊活動にも従事した。八路軍の活動によって、日本軍の安全な行動範囲は市街地周辺のわずかな領域に限られていた。
1945年8月、日本軍の降伏が目前に迫ると、毛沢東は八路軍と新四軍を併せて中国解放区抗日軍に再編改称し、国民革命軍から分離した。9月の日本軍武装解除後に再開された国共内戦の中で共産党軍は優位に立った。ソ連は満洲で接収した関東軍の装備をそのまま共産党軍に与えた。共産党軍が初めて保有した戦車功臣号も関東軍兵器の転用だった。また日本兵を含む残留日本人を積極的に編入して軍事技術や専門技術を得た。空軍のなかった共産党軍は林弥一郎少佐以下関東軍第二航空団第四練精飛行隊員を取り込み、東北民主連軍航空学校を設立して航空部隊を養成した。また正規の砲兵隊がなかったので日向勝を始めにした日本人教官の元で砲兵学校を設立した。医師や衛生兵や看護師など戦争に欠かせない技術を持つ者には残留を求め、国共内戦勝利後も引き続き協力を依頼した（後に衆議院議員・厚生大臣となる戸井田三郎夫妻など）。1947年9月に中国共産党は中国解放区抗日軍を中国人民解放軍に改称した。1949年秋までに中国共産党は国民党勢力を中国大陸から駆逐し、10月に中華人民共和国を樹立した。

## 行動地域
八路軍は主に日本陸軍占領地域の後方攪乱とゲリラ戦を担当した。1940年8月から華北において百団大戦という鉄道や炭鉱に対する大規模なゲリラ攻勢を行い、日本軍を一時的に混乱させたが、日本軍の本格的な攻勢が始まると忽ち一掃された。これ以降、このゲリラ戦に対して、日本陸軍 第1軍の反撃も三光作戦などと呼ばれたように本格化ないし泥沼化した。

## 戦果
八路軍の戦果は、中国側の研究によれば、作戦回数は約99,800回、戦死または戦傷させた日本軍の合計人数は約401,600人、戦死または戦傷させた「偽軍（主に汪兆銘傀儡政府によって組織された軍を指す）」の合計人数は約312,200人となっている。

## 規模
八路軍の兵力は1937年7月時点で3万人、1938年に15万6千人、1940年に40万人に増員された。1941-1944年間の戦闘により、約30万人にまで減少するが、1945年段階で計60万人程度の規模に達していた。

## 組織
- 総指揮：朱徳
- 副総指揮：彭徳懐
- 参謀長：葉剣英
- 総政治部（第八路軍政治部）主任：任弼時
- 正規師団

第115師団　師長:林彪　副師長:聶栄臻　政訓処主任:羅栄桓
第120師団　師長:賀竜　副師長:蕭克　政訓処主任:関向応
第129師団　師長:劉伯承　副師長:徐向前　政訓処主任:張浩（後に鄧小平と交代）
各師団はそれぞれ二個旅団があり、他に独立団、騎兵営、砲兵営、輜重営、教導団、特務営などがあった。また、紅軍にはソ連赤軍に倣って政治委員のポストがあったが、編入された国民革命軍にはそのようなポストは存在しないため、政治委員は便宜的に政訓処主任の地位に就いた。後に国民党との関係が悪化すると、政治委員制度は復活した。なお、この編成は初期のものであり、八路軍の発展に伴って師団とは別に第一縦隊、第二縦隊、晋察冀軍区、陝甘晋綏連防軍、山東軍区などが誕生した（ただしその司令官は、三個師団の師長、副師長が兼任している場合が多い）これら正規軍の他に、生産を離れ遊撃戦を行う地方軍、生産を離れず適時遊撃戦に参加する民兵が多数組織され、41年以降はこれらの非正規軍の活躍が目立った。八路軍将兵に対しては「三大紀律八項注意」という規則があった。軍服と軍帽の色はともに黄土色だが、紅軍時代の藍色の軍服の者も多かった。左腕に「八路」と書かれた腕章をつける。軍靴ではなく布靴やわらじを履くのが一般的だった。

## 評価
毛沢東思想に基づいて農村などの地域共同体と一体化していた八路軍は兵站の確保を容易にし、人民の海に紛れての隠密活動と神出鬼没のゲリラ戦を得意とした。これに対抗するべく日本と同盟する汪兆銘政権は、地域組織「新民会」等を組織して同様の民衆工作に取り組んだが効果は限定的であった。蒋介石が指導する国民党軍（重慶軍）は米英の援助により装備は優れていたものの、兵力温存を理由に日本軍との正面決戦を避ける傾向があったので中国民衆の支持を失っていた。蒋介石が兵力温存に執心したのは抗日戦後の共産党との決戦に備えるためであったが、この方針は裏目に出て国共内戦での劣勢を招くことになった。国民党を支援していたアメリカも蒋介石に不信感を抱くようになり、蒋介石との関係が悪化した軍事顧問スティルウェルは解任されている。抗日戦での活躍を中国民衆に大きく印象付けることに成功した八路軍は、その後の国共内戦においても大衆の支持を集めて戦況を有利なものにしている。
日本降伏と日本軍武装解除後に開始された国共内戦時には、中国大陸に残留して八路軍への入隊を希望する日本軍人も少なくなかった。当時の八路軍はその軍紀（三大紀律八項注意）遵守が評判になっており、また日本人捕虜を厚遇して寛大に扱っていたという伝聞もあったので、八路軍に好意的な感情を持つ日本軍将兵も少なからずいた。支那派遣軍勤務だった昭和天皇の弟三笠宮崇仁親王も八路軍の軍紀に魅了されていた。これはソ連の赤軍との大きな違いであった。特殊技能を持つ日本軍将兵（航空機・戦車等の機動兵器、医療関係）の中には長期の残留を求められて帰国が遅れた者もいた（気象台勤務であった作家の新田次郎など）。また、聶栄臻のように戦災で親を亡くした日本人の姉妹に自ら直筆の手紙を持たせて日本へと送るよう配慮した人物もいた。